# 한국승마TV
한국승마TV는 주식회사 한국승마방송이 운영하는 승마 전문 방송 채널이다.

## 연혁
대한민국 승마의 저변 확대를 위하여 2008년에 설립되었고, 현재 KT Olleh TV(IPTV) Ch 259번과 에브리온TV 317번을 통해 24시간 실시간으로 송출하고 있다. 단, 2022년 12월 31일에 폐국하였다.